# Guglielmo Pelle
Guglielmo Pelle (fl. XII secolo) è stato un generale e politico italiano console della Repubblica di Genova.

## Biografia
Console della Repubblica di Genova dal 1149, passò alla storia col nome di "Matamoros" (ammazza mori). L'origine di tale attributo risale all'ottobre 1147, allorché la flotta Genovese (forte di 226 vascelli e 12.000 armati) diede l'assalto alla città  spagnola di Almería (vedi Battaglia di Almeria), allora occupata dagli arabi (mori).
Nel pieno della lotta, Guglielmo Pelle si lanciò con la spada (sicut leo inter bestias) nel folto dello schieramento nemico, facendo strage di decine di mori e contribuendo in maniera determinante alla vittoria e alla conseguente liberazione della città dal dominio islamico.